# バークレイ・タワー
バークレイ・タワー (Barclay Tower) は、ニューヨーク市ローワー・マンハッタンのトライベッカ地区に建つ超高層ビルである。居住用途のビルで、高さは205 mの56階建て、441の居住ユニットを持つ。建設期間は2005年から2007年で、2006年秋に完成時の高さに到達した。